# Turfing

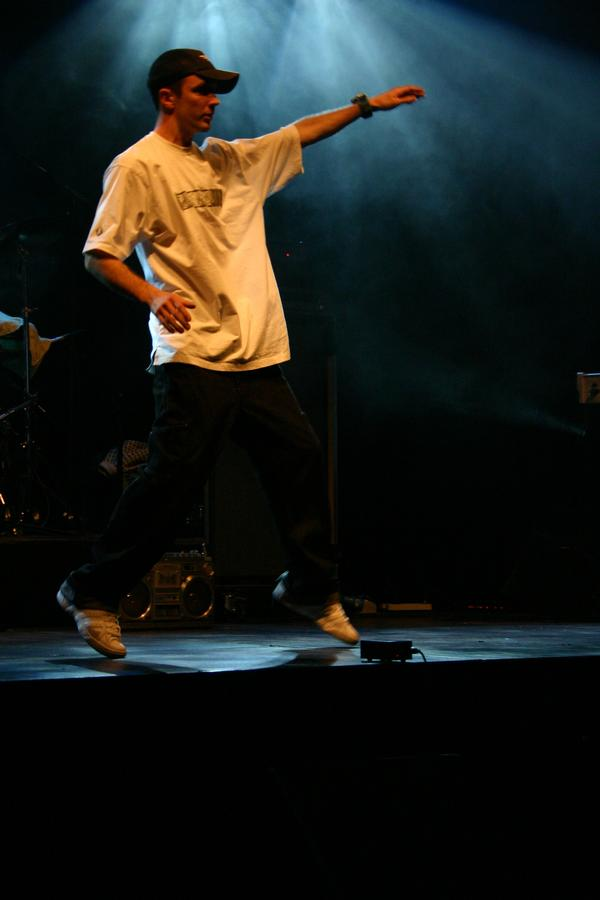
⠀⠀⠀⠀⠀⠀

A dança turf ou turfing é uma forma de dança de rua associada com a música hyphy. O termo, que resulta do acrônimo Taking Up Room on the Floor, foi criado pelo influente dançarino de turf Jeriel Bey. Esta forma de dança teve influências da breakdance na década de 1980. Foi criada e desenvolvida em Oakland, Califórnia.

## Estilos similares
- Krumping
- Buckin
- Popping
- Jookin
- Get Lite/Dark
- Jerkin
- Hyphy
- Flexing/BSV